# Lekanesphaera marginata
Lekanesphaera marginata är en kräftdjursart som först beskrevs av H. Milne Edwards 1840.  Lekanesphaera marginata ingår i släktet Lekanesphaera och familjen klotkräftor. Inga underarter finns listade i Catalogue of Life.